# Indian Rocks Beach
Indian Rocks Beach é uma cidade localizada no estado americano da Flórida, no condado de Pinellas. Foi incorporada em 1956.

## Geografia
De acordo com o United States Census Bureau, a cidade tem uma área de 3,6 km², onde 2,2 km² estão cobertos por terra e 1,5 km² por água.

### Localidades na vizinhança
O diagrama seguinte representa as localidades num raio de 8 km ao redor de Indian Rocks Beach.

## Demografia
Segundo o censo nacional de 2010, a sua população é de 4 113 habitantes e sua densidade populacional é de 1 890,5 hab/km². Possui 3 476 residências, que resulta em uma densidade de 1 597,7 residências/km². É a localidade que, em 10 anos, teve a maior redução populacional do condado de Pinellas.